# 招商银行大厦
招商银行大厦（英語：China Merchants Bank Tower）或者称深圳世贸中心大厦，是一座位于中华人民共和国广东省深圳市福田区的一座摩天大楼，建成后为招商银行的总部大楼。

## 历史
位于深圳市深南大道7088号，主体结构地上50层，地下3层。由中国建筑第二工程局有限公司主要负责承建，1998年6月开工，2001年9月建成完工。 目前是作为招商银行的全球总部。

## 交通
- 深圳地铁：车公庙站 (深圳市)